# Trouble identitaire de l'intégrité corporelle
 (décembre 2016).
Si vous disposez d'ouvrages ou d'articles de référence ou si vous connaissez des sites web de qualité traitant du thème abordé ici, merci de compléter l'article en donnant les références utiles à sa vérifiabilité et en les liant à la section « Notes et références ».
En pratique : Quelles sources sont attendues ? Comment ajouter mes sources ?
Le trouble identitaire de l'intégrité corporelle (TIIC appelé aussi trouble de l'identité amputée) est un trouble psychologique causant à un individu en bonne santé la sensation de devoir être handicapé,,,. La « transcapacité », un autre trouble presque identique, bien que nommée à quelques reprises dans le DSM-5, n'est pas médicalement reconnu par le DSM-5 de l'association américaine de psychiatrie. Le terme « transcapacité » est un synonyme utilisé par certains chercheurs francophones pour traduire le concept anglophone « transability », inspiré du terme « transabled » inventé par Sean O'Connor en 2004,. Le TIIC est lié à la xénomélie : « le sentiment dysphorique que l'un ou plusieurs membres de son corps n'appartiennent pas à soi-même ».
Le TIIC est généralement accompagné du désir d'amputer un ou plusieurs membres sains. Il comprend également le désir d'avoir d'autres formes de handicap, comme le cas d'une femme qui s'est intentionnellement rendue aveugle. LE TIIC peut être associé à l'apotemnophilie, c'est-à-dire l'excitation sexuelle basée sur l'image de soi amputée. La cause du TIIC est inconnue. Une hypothèse stipule qu'elle résulte d'un défaut neurologique cérébral, situé à l'intérieur de la fonction cartographique du corps (situé à droite du lobe pariétal) pour intégrer le membre touché dans sa compréhension de la forme physique du corps.

## Description
Les personnes souffrant de TIIC sont mal à l'aise avec une partie de leur corps, tel qu'un membre, et sentent que la suppression ou la désactivation de cette partie de leur corps soulagera l'inconfort. Les personnes atteintes peuvent avoir des sentiments intenses d'envie envers les personnes amputées. Ils peuvent faire croire qu'ils sont amputés, à la fois en public et en privé. Les malades qui éprouvent les symptômes ci-dessus les considèrent étranges et anormaux. Ils peuvent essayer de se blesser pour que l'amputation de ce membre soit nécessaire. Ils ont généralement honte de leurs pensées et peuvent essayer de les cacher aux autres, y compris aux thérapeutes et aux professionnels de la santé.
La majorité des personnes souffrant de TIIC sont des hommes assignés Blancs, d'âge moyen[Information douteuse]. Les demandes les plus courantes sont les amputations qui se situent au-dessus du genou de la jambe gauche, mais elles peuvent également impliquer le bras, se manifester comme une nécessité pour la paralysie, ou même impliquer les sens, comme l'ouïe ou la vision.
Une motivation sexuelle pour être, ou ressembler à, un amputé est appelée l'apotemnophilie,. En outre, l'apotemnophilie ne doit pas être confondue avec l'acrotomophilie, qui décrit une personne qui est sexuellement attirée par d'autres personnes qui ont déjà des membres manquants. Cependant,
bon nombre de personnes qui vivent une expérience vivent aussi l'autre.

## Considérations éthiques
L'idée d'amputer médicalement un membre d'un patient souffrant de TIIC est très controversée. Certains soutiennent que l'amputation peut se faire pour les patients atteints de TIIC qui ne peuvent pas être traités par la psychothérapie ou les médicaments. D'autres soulignent le caractère irréversible de l'amputation et promeuvent l'étude des membres fantômes pour traiter le patient, par un point de vue psychologique à la place.
Certains agissent sur leurs désirs, prétendant qu'ils sont amputés en utilisant des prothèses et d'autres outils pour faciliter leur désir. Certains malades ont rapporté aux médias, ou par entrevue téléphonique avec des chercheurs, qu'ils ont recours à l'auto-amputation d'un membre « superflu », par exemple en laissant un train rouler sur lui, ou en endommageant le membre afin que les chirurgiens l'amputent. Cependant, la littérature médicale rapporte peu de cas d'auto-amputation. Souvent, l'obsession est en rapport à un membre spécifique. Un patient pourrait dire, par exemple, qu'il « ne se sent pas terminé » alors qu'il a encore sa jambe gauche. Cependant, le TIIC n'est pas simplement relatif à l'amputation en soi ; il s'agit d'une volonté de modifier de manière significative l'intégrité corporelle. Certaines personnes souffrent de la volonté de devenir paralysée, aveugle, sourde, d'utiliser des appareils orthopédiques tels que la jambe de croisillons, etc. Certaines personnes passent du temps en faisant croire qu'elles sont amputées par l'utilisation de béquilles et de fauteuils roulants à la maison ou en public ; dans la communauté TIIC, elles sont appelées « celles sui font semblant ». La condition est habituellement traitée comme un trouble psychiatrique.